# 马克·埃文斯
馬克·埃文斯（英語：Mark Whitmore Evans，1956年3月2日—），澳洲音樂家，出生於墨爾本。
馬克·埃文斯目前是搖滾樂團玫瑰圖騰的成員。1975年至1977年之間，他是AC/DC的貝斯手。曾參與專輯《T.N.T.》、《High Voltage》、《Dirty Deeds Done Dirt Cheap》、《Let There Be Rock》的製作。

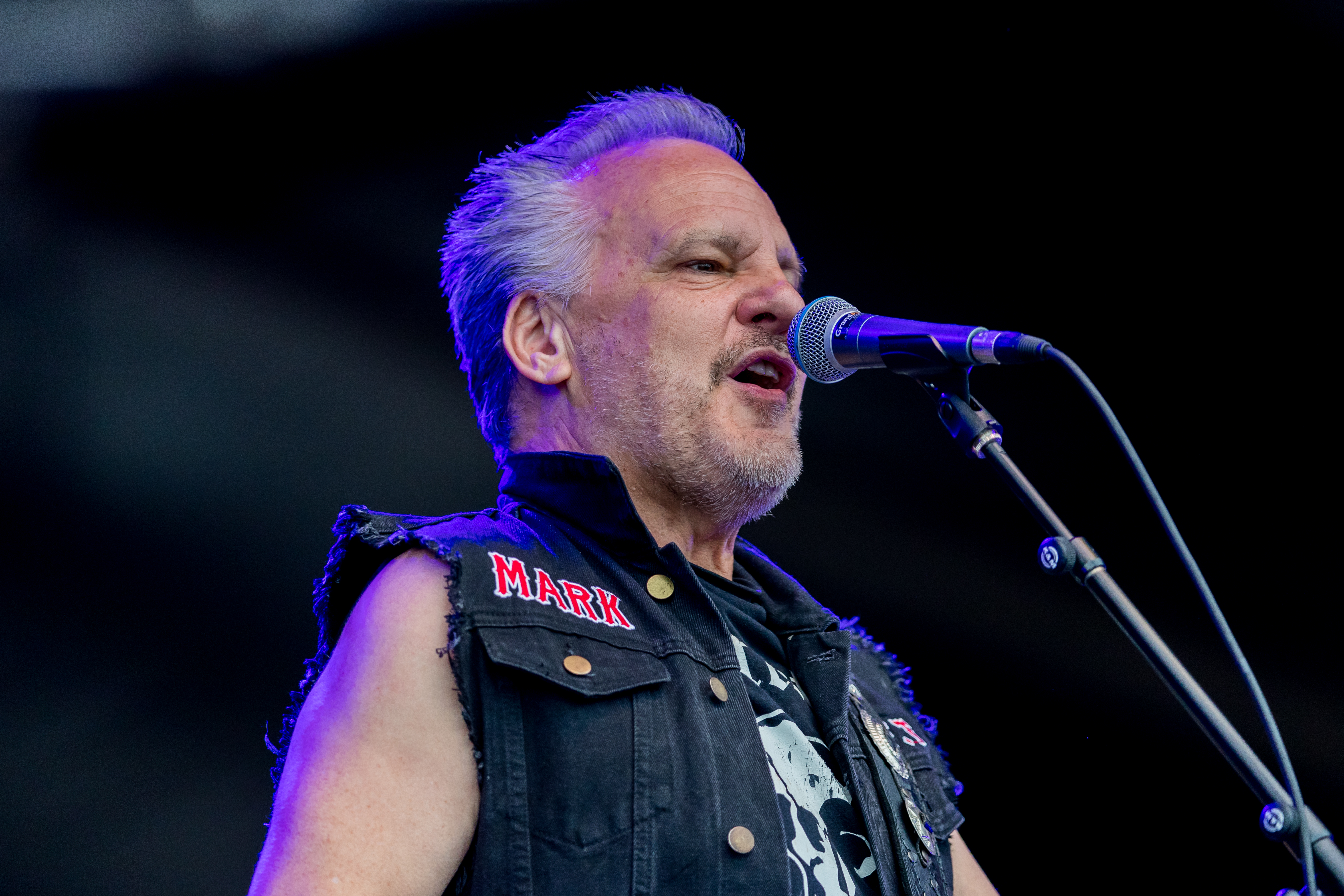
馬克·埃文斯